# Perlabian
Perlabian is een bestuurslaag in het regentschap Labuhan Batu Selatan van de provincie Noord-Sumatra, Indonesië. Perlabian telt 6319 inwoners (volkstelling 2010).